# Свети српски новомученици јасеновачки
Свети српски новомученици јасеновачки жртве су усташког геноцида над Србима у логору Јасеновац у вријеме постојања Независне Државе Хрватске (НДХ), које је у календар светих унијела и које прославља Српска православна црква.
Спомен Јасеновачких Новомученика се у календарима појавио осамдесетих година 20. вијека, и то за вријеме трајања црквеног раскола у СПЦ у САД и Канади. У календарима које је штампала тадашња Слободна Митрополија из Нове Грачанице код Чикага објављиван је и празник Јасеновачких Мученика. Касније, након зацјељења те велике црквене ране, заслугом патријарха Павла, митрополита Иринеја и других архијереја, Свети Архијерејски Сабор СПЦ доноси одлуку да се у календарима које штампају српска владичанства у иностранству може унијети и празновати и њихов спомен. Од 2010. године празник Светих Јасеновачких Новомученика је обавезујући за читаву Српску православну цркву.
Свети архијерејски сабор СПЦ је 16. априла 2010. године донио одлуку да се убудуће спомен Светих новомученика јасеновачких прославља 31. августа по јулијанском, односно 13. септембра по грегоријанском календару. Главна прослава Светих Српских Новомученика Јасеновачких се литургијски обиљежава у манастиру Јасеновац.

## Галерија
- Живопис јасеновачких мученика у Крипти Храма Светог Саве у Београду.
- Обала јасеновачких жртава је на лијевој обали Саве у Београду, од моста Газела до Бранковог моста.
- Споменик Старо Сајмиште и спомен плоча посвећена јасеновачким жртвама